# Ерик Хамрен
Ерик Хамрен (на шведски: Erik Hamrén) е шведски футболен треньор. Роден е на 27 юни 1957 в Юсдал, Швеция. От 2018 г. е начело на националния отбор на Исландия.

## Кариера

### Кариера като футболист
Хамрен прекарва футболната си кариера в отбора от родния му град Юсдал.

### Кариера като треньор
През 2003 Хамрен застава начело на датския Олборг. Под неговото ръководство отборът печели бронзов медал от датската суперлига през сезон 2006/07, и титла през сезон 2007/08. През следващия сезон поема норвежкия Розенборг, като още в първия си сезон начело на отбора печели шампионата.
На 4 ноември 2009 Шведската футболна федерация обявява, че Хамрен ще замени Ларс Лагербек начело на националния отбор. Под ръководството на Хамрен, Швеция се класира на Евро 2012, където обаче отпада в груповата фаза. На 16 октомври 2012 Швеция записва паметен мач срещу Германия в Берлин, като успява да изравни резултата от 4:0 до 4:4. Напуска Тре кронур след слабото представяне на Евро 2016.
От лятото на 2018 г. води националния отбор на Исландия.